# Анита Димитриу
Анита Деметриу (на гръцки: Αννίτα Δημητρίου) е кипърска политичка от партия „Демократически съюз“. От юни 2021 г. тя е председател на Камарата на представителите на Кипър, а от март 2023 г. става председател на партия „Демократически съюз“. Превръща се в лидер на опозицията срещу правителството на Никос Христодулидис.

## Биография
Родена е на 18 октомври 1985 г. в село Трули, Кипър. През 2007 г. завършва социални и политически науки в Кипърския университет, след това и магистърска степен по международни отношения и европейски изследвания в Кентския университет, Англия.
Постъпва на работа в Кипърския университет като служител по връзки с обществеността и преподавател по международни отношения. Работи като телевизионна водеща в Централния новинарски бюлетин на Капитал ТВ.
Тя става член на консервативната партия „Демократически съюз“. От 2012 до 2016 г. е общинска съветничка в Трули, като е първата избрана жена в съвета. През 2016 г. тя се кандидатира на парламентарните избори през 2016 г., като първоначално е премахната от списъка с потенциални кандидати от говорителя на партията Продромос Продрому, който заявява, че участието в избори „не е конкурс за красота“. След намеса от членове на партията нейната кандидатура е възстановена и тя е избрана за депутат, представител на окръг Ларнака, през 2021 г. е преизбрана.
Заемала е длъжността заместник-председател на парламентарната комисия по равните възможности на мъжете и жените и на парламентарната комисия по образование и култура. През 2018 г. тя е говорител на Никос Анастасиадис по време на кампанията му за президент. От февруари 2020 г. тя е вицепрезидент на Демократическия съюз. През април 2018 г. е избрана от френското правителство за участие в Конференцията на ООН за изменението на климата през 2018 г., а през март 2020 г. е наблюдател на Международната програма за лидерство на посетителите за първичните избори в Съединените щати. През юли 2020 г. тя работи с депутата Скеви Кукума от Прогресивната партия на трудовия народ за приемане на законодателство, което криминализира сексизма и дискриминацията срещу жените.
На 10 юни 2021 г. тя е избрана за председател на Камарата на представителите във втория кръг на гласуване от седем кандидати, включително фаворитът и председател на лявата партия Прогресивната партия на трудовия народ – Андрос Киприану, с подкрепата на центристкия „Демократичен фронт“ и крайнодесни партии като Национален народен фронт. Тя получава 25 гласа от 56-местния парламент, от 22 необходими за втория тур.
Понастоящем председателят на парламента на Кипър е вторият на втория най-висок пост в страната след президента. През първата си работна седмица като председател, тя намалява броя на личните си бодигардове до 5, от 8 на нейния предшественик Адамос Адаму и 15 на неговия предшественик Деметрис Силурис.
На 11 март 2023 г. е избрана за председател на Демократическия съюз, с подкрепата на 69,18% от гласувалите членове на партията. Нейният единствен опонент Деметрис Деметриу губи с 30,82%.